# Atriplex semibaccata
Atriplex semibaccata es una especie de planta perenne perteneciente a la familia de las amarantáceas.  Es originaria de Australia.  

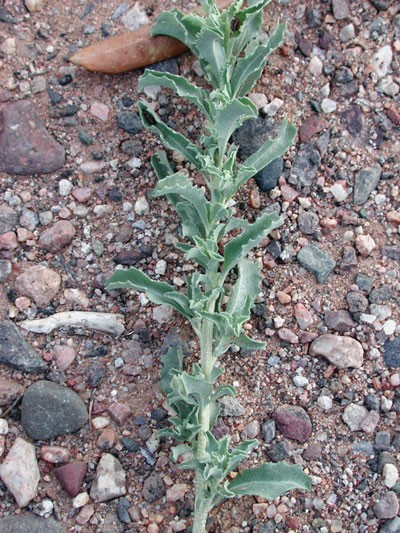
Follaje

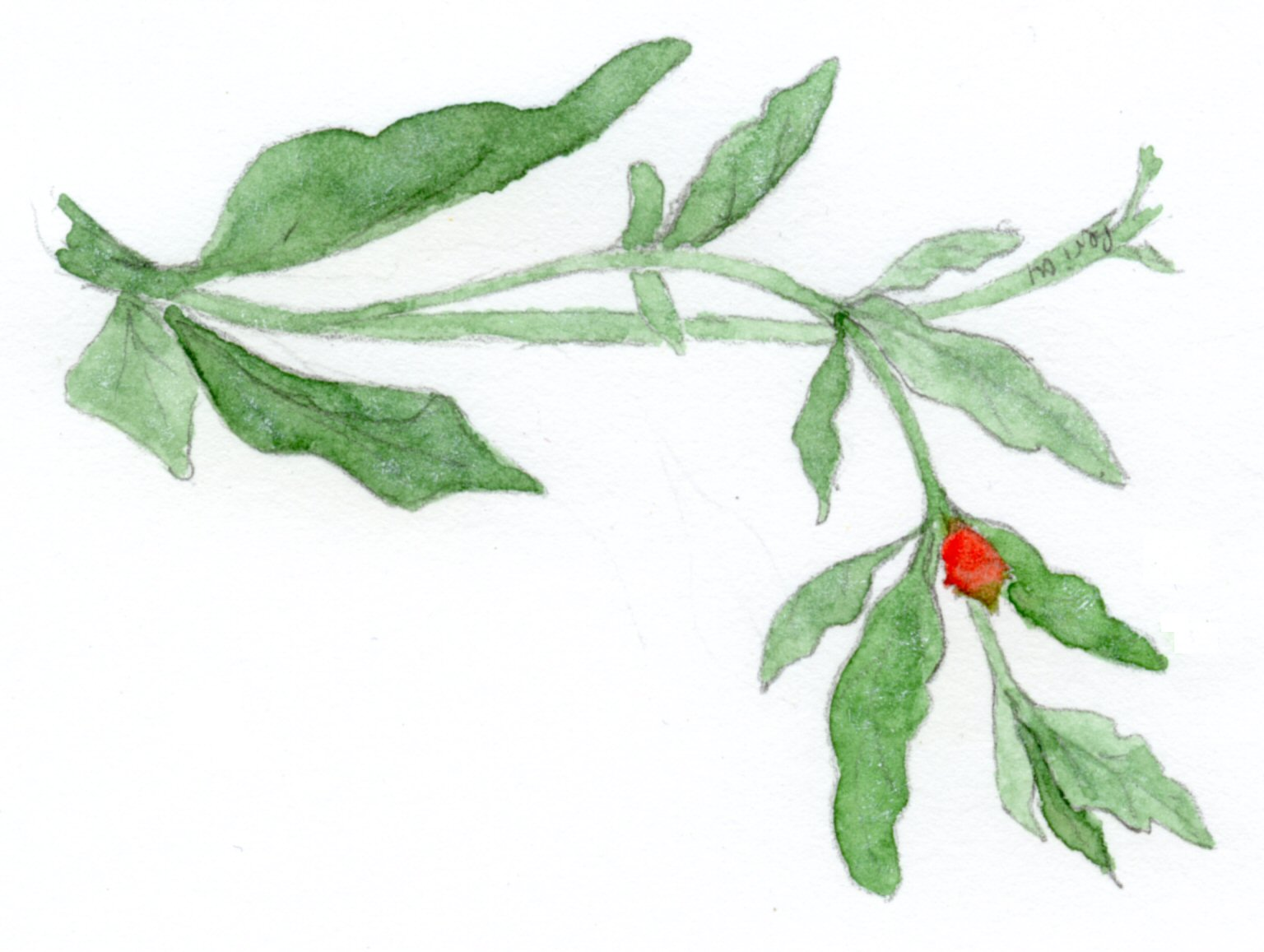
Ilustración de la planta

## Descripción
Es una planta perenne, que alcanza un tamaño de hasta 40 cm de altura, cepa leñosa, ramillas herbáceas, postrado-decumbentes, blanquecinas o blanquecino-amarillentas. Hojas 8-15 × 3-7 mm, de oblongo a ovado-lanceoladas, de base cuneada y borde entero o sinuado-dentado. Flores femeninas agrupadas en torno a las masculinas formando glomerulillos axilares, aunque a veces se disponen en inflorescencia espiciforme, terminal interrumpida. Bractéolas fructíferas sésiles, de rómbicas a rómbico-ovadas, de base cuneada, soldadas en su mitad inferior, que cuando está madura y fresca tiene una consistencia carnosita y un color rojizo- cárneo, dorso con fuerte nervación longitudinal en la maduración y, a veces, con una débil reticulación. Semillas 1,5-1,6 × 1,5-1,6 mm, ovoideo-aplanadas; radícula vertical. Tiene un número de cromosomas de 2n = 18*.

## Distribución y hábitat
Se encuentra en los bordes de caminos o escombreras, en terrenos subsalinos. Es originaria de Australia, utilizada como planta forrajera en Australia y en el Mediterráneo, donde ha sido recientemente introducida. Subespontánea en la provincia de Alicante y alrededores.

## Taxonomía
Atriplex semibaccata fue descrita por  Robert Brown y publicado en Prodromus Florae Novae Hollandiae 406. 1810.
Etimología
Atriplex: nombre genérico latino con el que se conoce a la planta.
semibaccata: epíteto latino  que significa "con medio bayas.
Sinonimia
- Atriplex denticulata Moq.
- Atriplex flagellaris Wooton & Standl.
- Atriplex neurivalvis Domin
- Atriplex semibaccata var. appendiculata Aellen
- Atriplex semibaccata var. biformis Aellen
- Atriplex semibaccata var. gracilis Aellen
- Atriplex semibaccata var. melanocarpa Aellen
- Atriplex semibracteata Steud.
- Atriplex stuckertii Gand.[5]